# Сюе Чень
Сюе Чень  (кит.: 薛晨, 18 лютого 1989) — китайська пляжна_волейболістка, олімпійська медалістка, чемпіонка ствіту та призерка чемпіонатів світу. 
Сюе Чень грає в парі з Чжан Сі.

## Виступи на Олімпіадах
| Олімпіада  | Дисципліна       | Місце |
| ---------- | ---------------- | ----- |
| Пекін 2008 | пляжний волейбол | 3     |